# Alessandro Cambalhota
Alessandro Cambalhota, brazilski nogometaš, * 27. maj 1973, Teixeira de Freitas, Brazilija.
Za brazilsko reprezentanco je odigral eno uradno tekmo.